# HD 160835
HD 160835，又名BD+24 3225，SAO 85310、HR 6592，是一颗恒星，视星等为6.36，位于銀經48.64，銀緯25.71，其B1900.0坐标为赤經17h 36m 59s，赤緯+24° 25.71′ 46″。